# Paul Miller (Rennfahrer)

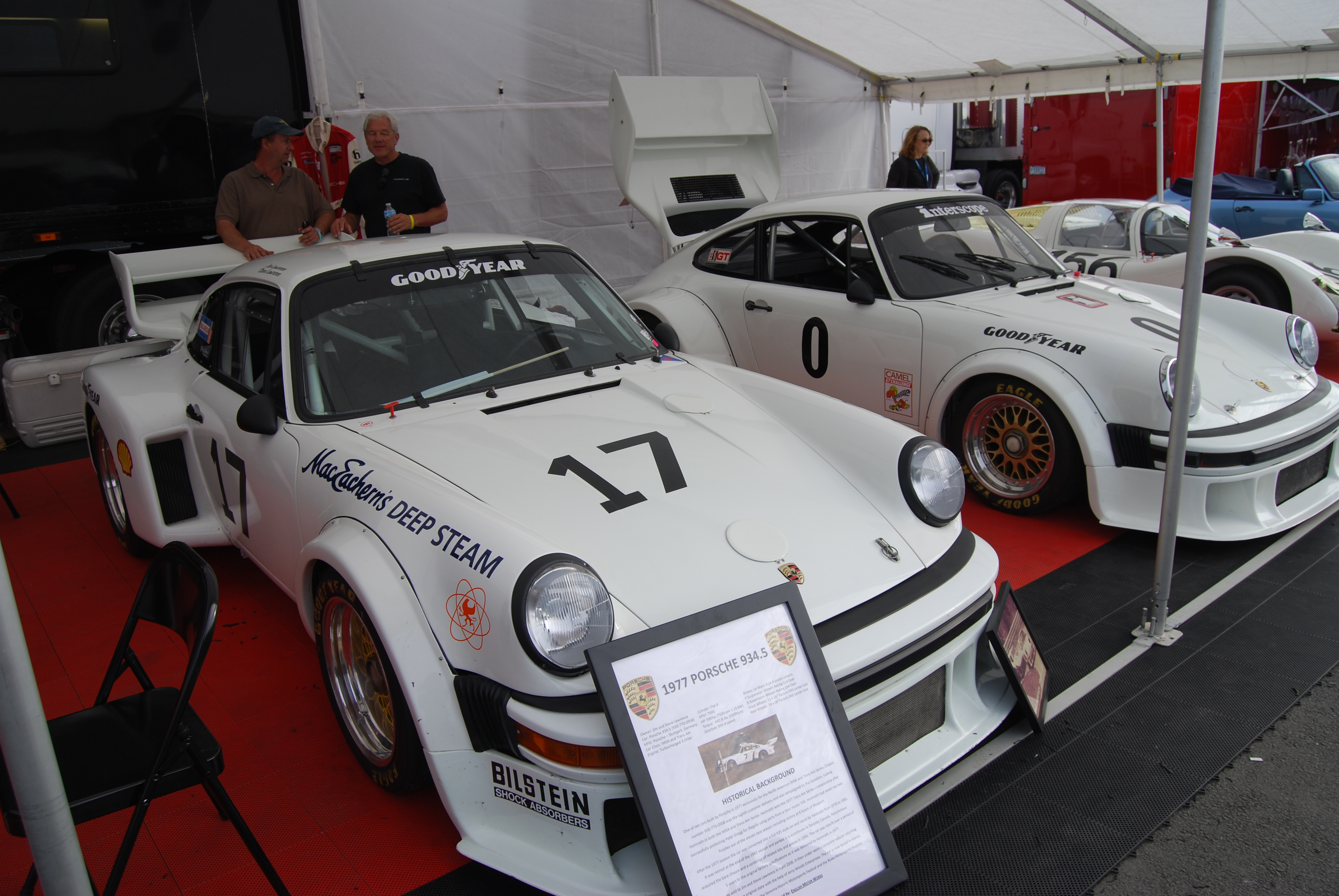
Porsche 934/5; Siegerwagen von Ludwig Heimrath senior und Paul Miller beim 6-Stunden-Rennen von Mosport 1977

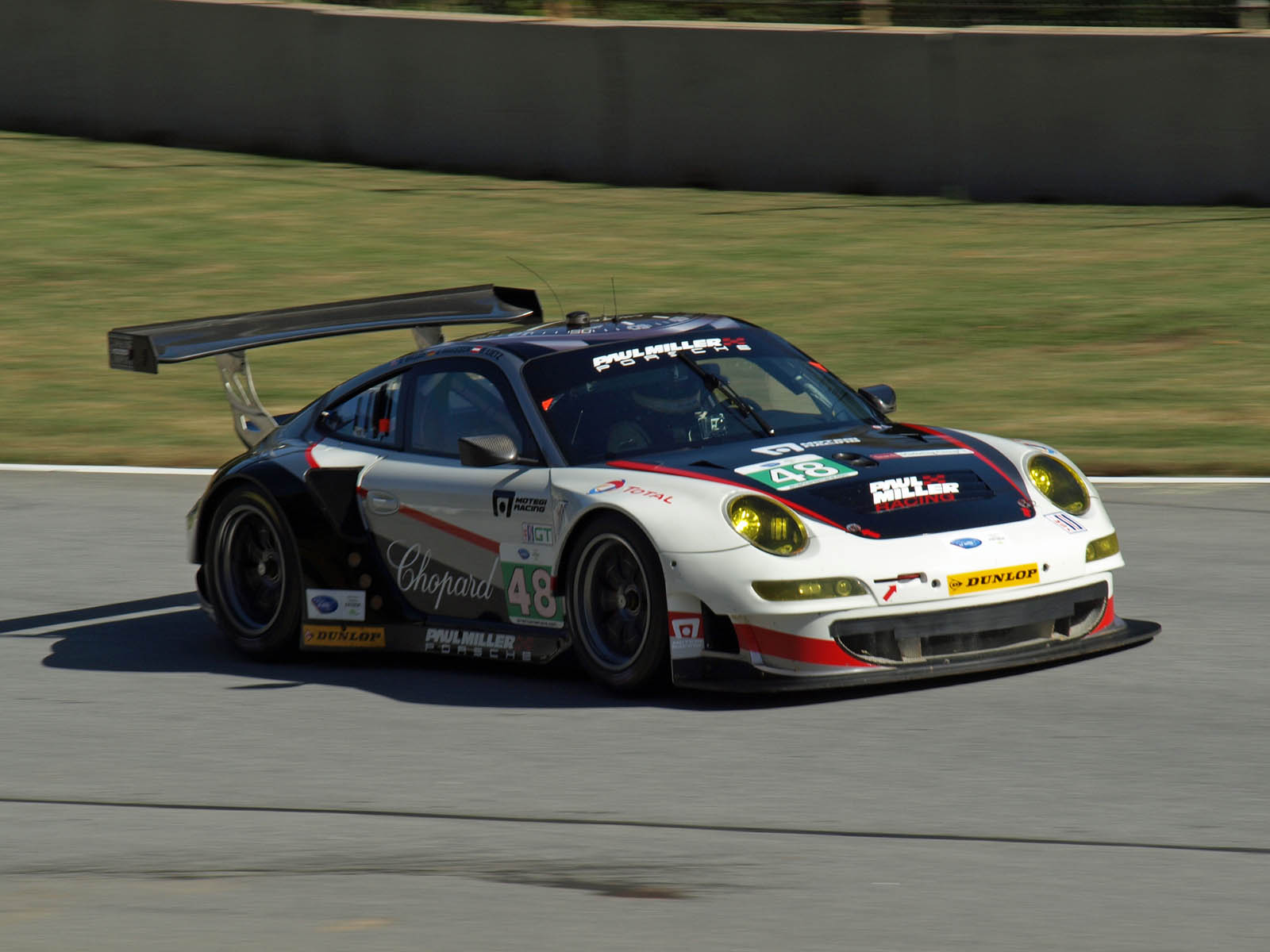
Richard Lietz im von Paul Miller Racing eingesetzten Porsche 997 GT3-RSR beim Petit Le Mans 2012

Paul Turner Miller (* 6. März 1945 in Washington, D.C.) ist ein ehemaliger US-amerikanischer Autorennfahrer und Rennstallbesitzer.

## Karriere als Rennfahrer
Paul Miller ist der Bruder von Kenper Miller, der ein Jahr jünger ist und ebenfalls als Rennfahrer aktiv war. Auch sein Sohn Bryce wurde professioneller Motorsportler. Miller bestritt bereits in den 1960er-Jahren Sportwagenrennen in den USA und war in den 1970er-Jahren einer der führenden Piloten in der IMSA-GT-Serie. 1977 gewann er gemeinsam mit dem Kanadier Ludwig Heimrath senior auf einem Porsche 934/5 das 6-Stunden-Rennen von Mosport, eine Rennveranstaltung, die in diesem Jahr zur Sportwagen-Weltmeisterschaft zählte.
Miller war dreimal beim 24-Stunden-Rennen von Le Mans am Start, wo er sich jedoch nie platzieren konnte. Sein größter Erfolg in Sebring war der zweite Gesamtrang 1979, den er gemeinsam mit Charles Mendez und Brian Redman auf einem Porsche 935 einfuhr. Neunmal ging er beim 24-Stunden-Rennen von Daytona an den Start, wo er 1988 Gesamtzehnter wurde und dabei die Klasse der GTO-Rennwagen gewann. Die GTO-Klasse war die Rennklasse der Produktions-Rennwagen der IMSA-GTP-Serie.

## Paul Miller Racing
In den 1980er-Jahren begann Miller mit dem Aufbau eines eigenen Rennteams. Mit Fahrzeugen der Marke Porsche war er vor allem in der IMSA-GT- und der GTP-Serie engagiert. Bekannte Fahrer waren Bob Akin (der am selben Tag Geburtstag hatte wie Miller), Brian Redman und Hans-Joachim Stuck. Aktuell fährt das in Buford beheimatete Team in der TUDOR-USCC-Rennserie. Fahrer sind neben Sohn Bryce Christopher Haase und Dion von Moltke. Einsatzfahrzeug ist ein Audi R8 LMS.
Neben den Rennaktivitäten betreibt Miller einen Kfz-Handel einschließlich Werkstätte für Fahrzeuge von BMW.

## Statistik

### Le-Mans-Ergebnisse
| Jahr | Team                   | Fahrzeug                | Teamkollege      | Teamkollege     | Platzierung | Ausfallgrund    |
| ---- | ---------------------- | ----------------------- | ---------------- | --------------- | ----------- | --------------- |
| 1980 | Racing Associates Inc. | Porsche 935K3           | Ralph Kent-Cooke | Bob Akin        | Ausfall     | Antriebswelle   |
| 1981 | Bob Akin Motor Racing  | Porsche 935K3           | Craig Siebert    | Bob Akin        | Ausfall     | Elektrik        |
| 1982 | Goodrich Corporation   | Porsche 924 Carrera GTR | Pat Bedard       | Manfred Schurti | Ausfall     | Getriebeschaden |

### Sebring-Ergebnisse
| Jahr | Team                  | Fahrzeug            | Teamkollege    | Teamkollege  | Platzierung | Ausfallgrund |
| ---- | --------------------- | ------------------- | -------------- | ------------ | ----------- | ------------ |
| 1979 | Busch Beer Racing     | Porsche 935         | Charles Mendez | Brian Redman | Rang 2      |              |
| 1980 | Mendez/Woods/Akin     | Porsche 935K3       | Charles Mendez | Brian Redman | Ausfall     | Motorschaden |
| 1982 | Herman-Miller P. A.   | Porsche 924 Carrera | Jürgen Barth   | Pat Bedard   | Ausfall     | Motorschaden |
| 1983 | Herman & Miller P & A | Porsche 924 Carrera | Jim Busby      | Ron Grable   | Ausfall     | Motorschaden |